# (۲۹۰۷۵) ۱۹۵۰ دی‌ای
(۲۹۰۷۵) ۱۹۵۰ دی اِی (به انگلیسی: (29075) 1950 DA) یک سیارک نزدیک به زمین است که فاصله آن تا زمین، ۱ سال نوری است. این سیارک در رویداد احتمال برخورد با زمین ممکن است که در سال ۲۸۸۰ (میلادی) با زمین برخورد کند. این سیارک برای نخستین بار توسط رصدخانه لیک در ۲۳ فوریه ۱۹۵۰ میلادی کشف شد.